# Веном 2
Веном 2 (енгл. Venom: Let There Be Carnage) је амерички суперхеројски филм из 2021. године заснован на истоименом Марвеловом стрипу, продуцентске куће Коламбија пикчерс у сарадњи са Марвелом. Дистрибуиран од стране Сони пикчерса, ово је други филм Сонијевог Спајдермен универзума и наставак филма Веном (2018). Режију потписује Енди Серкис, а главне улоге тумаче Том Харди као Еди Брок / Веном, као и Вуди Харелсон као Клитус Касади / Масакр, Мишел Вилијамс, Рид Скот, Наоми Харис и Стивен Грејам. У филму, Брок се бори да се прилагоди свој живот као домаћин ванземаљског симбиота Венома, док серијски убица Клитус Касади бежи из затвора након што је постао домаћин Масакра, хаотичног Веномовог потомка.
Веном је требало да буде почетак новог заједничког универзума, а планови за наставак почели су током продукције првог филма. Харелсон је добио улогу да се накратко појави као Касади на крају првог филма са намером да постане негативац Масакр у наставку. Званични рад на наставку је почео у јануару 2019, а Харди и Харелсон су потврдили да ће се вратити заједно са Кели Марсел као сценаристкињом. Серкис је тог августа ангажован као режисер, делом због свог искуства у раду са CGI технологијом и технологијом за снимање покрета која је била важан део приказа Венома и Масакра у филму. Филм је испрва сниман у Енглеској од новембра 2019. до фебруара 2020. године, након чега је филмска екипа прешла у Сан Франциско тог фебруара. Наслов је објављен у априлу исте године. Филм је првенствено инспирисан стрипом „Maximum Carnage” (1993) и анимираном серијом Спајдермен из 1994. године.
Филм је премијерно приказан 14. септембра 2021. у Лондону, док је у америчким биоскопима изашао 1. октобра исте године. Првобитно је заказан за излазак у октобру 2020. године, али је померен због пандемије вируса корона. Наишао је на помешане реакције критичара, али је остварио комерцијални успех са зарадом од преко 506 милиона долара широм света, што га чини седмим филмом са највећом зарадом 2021. године. Наставак, Веном 3: Последњи плес, премијерно је приказан 2024. године.

## Радња
Године 1996. млади Клитус Касади беспомоћно посматра како његову љубав, Френсис Барисон, која има способност манипулације звуком, одводе из Дома за нежељену децу Сент Естес у Институт Рејвенкрофт. На путу, она користи своје моћи звучног вриска да побегне и напада младог полицајца Патрика Малигана. Он пуца Барисоновој у око и задобија оштећење уха због њеног вриска. Без знања Малигана, који верује да ју је он убио, Барисонова је одведен у установу, која је заштићена од њених моћи.
Данас, Малиган, сада детектив, контактира Едија Брока да би разговарао са Касадијем, серијским убицом који не жели да разговара ни са ким осим Брока након њиховог интервјуа годину дана раније. После посете, Веном, Едијев симбиот, успева да открије где је Касади сакрио тела својих жртава, што Броку даје огроман подстицај у каријери. Брока тада контактира његова бивша вереница Ен Вејинг, која му каже да је сада верена са др Деном Луисом, на велико Веномово незадовољство.
Касади, који је проглашен кривим за своје злочине и раније осуђен на смрт смртоносном инјекцијом, позива Брока у државни затвор Сан Квентин, да присуствује његовом погубљењу. Међутим, Веном је испровоциран да нападне Касадија након увреда према Броку. Касади уједе Брока за руку, прогутајући мали део симбиота. Код куће, Веном се, желећи више слободе да једе криминалце, посвађа са Броком, и њих двојица се на крају препиру све док се симбиот не одвоји од његовог тела; свако одлази различитим путем.
Касадијево погубљење не успева када се појави црвени симбиот и блокира инјекцију. Представља се као Масакр и креће у насилно дивљање кроз затвор, ослобађајући затворенике и убијајући стражаре. Касади и Масакр тада склапају договор: Масакр ће помоћи Касадију да ослободи Берисонову из Рејвенкрофта, а Касади ће му помоћи да елиминише Брока и Венома. Малиган зове Брока и упозорава га на ситуацију. У Рејвенкрофту, Касади ослобађа Берисонову, а они путују у Дом за нежељену децу, како би га спалили.
Малиган, сумњичав према Броку због његове интеракције са Касадијем пре него што се Масакр појавио, води Брока у полицијску станицу. Брок одбија да одговори на Малиганова питања и контактира Ен као своју адвокатицу. Брок јој открива да се Веном одвојио од њега и да му је потребан симбиот да би се заједно борили против Масакра. Док се Веном пробија кроз Сан Франциско скачући с тела на тело, Ен га проналази и убеђује да опрости Броку. Она се повезује са Веномом и ослобађа Брока из полицијске станице. Брок и Веном се мире и поново везују.
Касади узима Малигана за таоца, а Барисонова хвата Ен након што није успела да пронађе Брока. Барисонова даје Луису информације о месту где се Ен налази, а он их даје Броку. Касади и Берисонова планирају да се венчају у катедрали, где се појављује Веном и бори се са Масакром. Барисонова наизглед убија Малигана тако што га обеси на ланац. Веном се бори против свог сина, али га Масакр на крају брутално савлада, а овај други одлучује да убије Ен на врху катедрале. Веном успева да спасе Ен на време и провоцира Барисонову да поново употреби своје моћи; њена звучна експлозија узрокује да се оба симбиота одвоје од својих домаћина док се катедрала руши, а звоно које пада убија Берисонову.
Веном спасава Брока тако што се повезује са њим пре удара. Масакр поново покушава да се повеже са Касадијем, али Веном прождире симбиота. Касади каже да је само желео да буде Броков пријатељ, али Веном одгризе Касадију главу. Док Брок, Веном, Ен и Луис беже, очи још живог Малигана светле плавом бојом Брок и Веном одлучују да оду на одмор док размишљају о својим следећим корацима. Док Веном говори Броку о знању симбиота о другим универзумима, заслепљујућа светлост их преноси из њихове хотелске собе у другу собу где гледају како Џ. Џона Џејмисон открива Спајдерменов идентитет Питера Паркера на телевизији.

## Улоге
| Глумац         | Улога                     |
| -------------- | ------------------------- |
| Том Харди      | Еди Брок / Веном          |
| Вуди Харелсон  | Клитус Касади / Масакр    |
| Мишел Вилијамс | Ен Вејинг                 |
| Наоми Харис    | Френсис Барисон / Шрик    |
| Рид Скот       | др Ден Луис               |
| Стивен Грејам  | Патрик Малиган            |
| Том Холанд     | Питер Паркер / Спајдермен |